# Jesse Van Gansen
Jesse Van Gansen is een Vlaams acteur.
Hij speelde de rol van Rik in Slisse & Cesar (1996-1999), een tv-reeks op VTM. Hij speelde een van de hoofdrollen en heeft gedurende heel de serie meegespeeld. Rik is beroepsmilitair en de oudste zoon van de familie Slisse, hij ziet er geen graten in om af en toe met de wulpse Rosse Rita (gespeeld door Annemarie Picard) de koffer in te duiken.
Jesse Van Gansen zong ook in de Soapband. Deze band bestond uit acteurs die tijdens de zomermaanden op tournee trokken en waar Dieter Troubleyn de frontman van was.